# Ophidiaster confertus
Ophidiaster confertus är en sjöstjärneart som beskrevs av Hubert Lyman Clark 1916. Ophidiaster confertus ingår i släktet Ophidiaster och familjen Ophidiasteridae. Inga underarter finns listade i Catalogue of Life.